# TUSEM Essen
TUSEM Essen är en handbollsklubb från Essen i Tyskland. Klubben hade en storhetsperiod i slutet på 1980-talet när de blev Tyska mästare tre gånger (1986, 1987 och 1989) samt vann Cupvinnarcupen 1989.

## Spelartrupp
| Nr | Land          | Pos | Namn            |
| -- | ------------- | --- | --------------- |
| 1  | Tjeckien      | MV  | Jan Kulhanek    |
| 12 | Tyskland      | MV  | Sebastian Bliss |
| 16 | Kroatien      | MV  | Ante Vukas      |
| 2  | Tyskland      | V9  | Fabian Böhm     |
| 5  | Tyskland      | V9  | Julius Kühn     |
| 6  | Tyskland      | H6  | Simon Keller    |
| 7  | Nederländerna | M6  | Toon Leenders   |
| 9  | Tyskland      | M9  | Philipp Pöter   |

| Nr | Land     | Pos | Namn               |
| -- | -------- | --- | ------------------ |
| 11 | Tyskland | H9  | Marcus Bouali      |
| 14 | Tyskland | V9  | Niclas Pieczkowski |
| 15 | Tyskland | V6  | Lasse Seidel       |
| 17 | Tyskland | H9  | David Breuer       |
| 18 | Tyskland | H9  | Hannes Lindt       |
| 20 | Tyskland | V6  | Felix Handschke    |
| 22 | Tyskland | H6  | Ole Rahmel         |
| 31 | Tyskland | M6  | André Kropp        |

## Meriter
- Tyska Bundesligamästare 1986, 1987, 1989
- DHB-Pokal 1988, 1991, 1992
- Cupvinnarcupmästare 1989
- Challenge Cup/City-Cupen 1994
- EHF-cupen 2005

## Kända spelare i urval
- Patrick Cazal (2002–2005)
- Mark Dragunski (1993–1997, 1998–2002, 2005–2008, 2008–2009)
- Jochen Fraatz
- Alfreð Gíslason (1983–1988)
- Julius Kühn (2012–2014)
- Jesper Larsson (2002–2005)
- Oliver Roggisch (2002–2005)
- Martin Schwalb (1988–1990)
- Guðjón Valur Sigurðsson (2001–2005)
- Viktor Szilágyi (2001–2005)
- Dmitrij Torgovanov (2001–2005)
- Aleksandr Tutjkin (1990–1998)
- / Oleg Velyky (2001–2005)